# Rudi Theissen
Pour les articles homonymes, voir Theissen.
Rudi Theissen, né le 14 novembre 1926 à Hildesheim (Basse-Saxe) et mort le 17 juillet 2010 dans la même ville, est un coureur cycliste allemand. Professionnel de 1950 à 1956, il a remporté le Tour d'Allemagne en 1955.

## Palmarès

### Palmarès amateur
- 1948
  - 2e du championnat d'Allemagne du contre-la-montre par équipes amateurs
- 1949
  - Tour de Cologne amateurs
  - 3e du championnat d'Allemagne sur route amateurs

### Palmarès professionnel
- 1954
  - Grand Prix de Fribourg
- 1955
  - Tour d'Allemagne :
    - Classement général
    - 1re étape
- 1956
  - 3e du Grand Prix Veith

## Résultats sur les grands tours

### Tour d'Italie
1 participation 
- 1954 : abandon

### Tour d'Espagne
1 participation
- 1956 : 30e